# Simon Gallup
Pour les articles homonymes, voir Gallup.
Simon Johnathon Gallup est un musicien anglais, bassiste, né le 1er juin 1960 à Duxhurst, dans le Surrey.
C'est le bassiste des Cure. 

## Biographie

### Carrière
Il a intégré le groupe The Cure en 1979, Robert Smith ayant des divergences artistiques avec le bassiste Michael Dempsey à propos des démos de l'album Seventeen Seconds. Simon Gallup participe à l'élaboration des disques les plus expérimentaux produits par The Cure durant les années 1980 : Seventeen Seconds, Faith et Pornography.
Au niveau musical, il déclare avoir été beaucoup influencé par Paul Simonon du groupe The Clash, et surtout par Jean-Jacques Burnel des Stranglers.
Simon Gallup joue essentiellement sur basses Gibson Thunderbird, Fender Precision Bass, Music Man StingRay Bass, Fender VI, Fender Jazz Bass, Rickenbacker 4001 et dispose de sa propre basse "signature" Schecter.
Il quitte le groupe en 1982 après une altercation avec Smith pendant une tournée assurant la promotion de l'album Pornography.
Par la suite il fait brièvement partie du groupe The Cry qu'il monte avec Mathieu Hartley, puis fonde Fools Dance avec Gary Biddles. Le poste de bassiste au sein de The Cure a alors été occupé par Phil Thornalley jusqu'à ce que Robert Smith rappelle Simon fin 1984. Il prend alors part à l'enregistrement de The Head on the Door (1985) qui permettra au groupe d'obtenir une reconnaissance mondiale. Robert déclare ne se sentir bien que lorsque Simon est présent. Simon Gallup a composé quelques titres (par exemple High, sur l'album Wish sorti en 1992, et la musique de The Perfect Girl sur Kiss Me, Kiss Me, Kiss Me et des singles Lovesong et Fascination Street comme le révèle Roger O'Donnel dans son journal d'enregistrement de "Disintegration". Il demeure donc l'un des piliers de The Cure. Il est, avec Robert Smith, le membre le plus ancien.
Le 14 août 2021, Simon Gallup annonce son départ officiel en tant que membre de The Cure par une publication sur son compte Facebook : « With a slightly heavy heart I am no longer a member of the Cure ! Good luck to them all ... » (traduit en « Le cœur un peu lourd je ne suis plus membre de The Cure ! Bonne chance à eux... »). Lorsqu'une fan s'inquiète sur sa santé via un commentaire sous sa publication, celui-ci répond : « Je vais bien… j’en ai juste marre de la trahison ».
Mi-octobre il annonce via les réseaux sociaux son retour au sein de The Cure.

## Discographie

### The Cure
- 1980 : Seventeen Seconds
- 1981 : Faith
- 1982 : Pornography
- 1985 : The Head on the Door
- 1987 : Kiss Me, Kiss Me, Kiss Me
- 1989 : Disintegration
- 1990 : Mixed Up
- 1992 : Wish
- 1993 : Show
- 1993 : Paris
- 1996 : Wild Mood Swings
- 2000 : Bloodflowers
- 2004 : The Cure
- 2008 : 4:13 Dream
- 2011 : Bestival Live 2011
- 2018 : Torn Down: Mixed Up Extras 2018
- 2024 : Songs of a lost World

### Vie privée
Gallup est père de trois enfants, les deux premiers étant issus de son premier mariage. Divorcé en 1993, il s'est remarié en 1997.